# 原子朗
原 子朗（はら しろう、1924年12月27日 - 2017年7月4日）は、日本の詩人、日本近代文学研究家、早稲田大学名誉教授、元宮沢賢治イーハトーブ館館長、早稲田大学出版部取締役。宮沢賢治、文体論などを研究する。

## 人物
長崎県出身。早稲田大学文学部卒業、早稲田大学大学院中退。
日夏耿之介、吉田一穂に師事。1950年『詩世紀』創刊に参加。『文藝首都』編集同人として近代詩論などを執筆。立正女子大学、早稲田大学政治経済学部教授を歴任。
1986年『石の賦』で現代詩人賞受賞。
1993年『宮沢賢治語彙辞典』で宮沢賢治賞受賞。
1995年、早稲田大学を定年退職し、名誉教授。昭和女子大学教授に転じる。
2012年、瑞宝小綬章受章。
2017年7月4日、老衰にて死去。92歳没。没後に従五位に叙された。

## 著書
- 風流について 詩集 昭森社 1963年
- 文体序説 新読書社 1967年
- 樹裸記 文学的エッセイ 新読書社 1974年
- 文体論考 冬樹社 1975年
- 幽霊たち 詩集 昧爽社 1977年
- 挨拶 詩集 国文社 1980年
- 筆蹟の美学 東京書籍〈東書選書〉 1982年

筆跡の文化史 講談社学術文庫 1997年
- 石の賦 長編詩 青土社 1985年
- 近代詩現代詩必携（編著） 学灯社 1989年
- 宮沢賢治語彙辞典 東京書籍 1989年
- 歎語抄 詩集 砂子屋書房 1989年
- 空の砂漠 詩集 歎語抄第2 花神社 1993年
- 修辞学の史的研究 早稲田大学出版部 1994年
- 默契 詩集 歎語抄第3 花神社 1998年
- 新宮澤賢治語彙辞典 東京書籍 1999年
- 宮沢賢治とはだれか 早稲田大学出版部〈ワセダ・オープンカレッジ双書〉 1999年
- 淹歳 詩集 歎語抄第5 花神社 2002年
- 加線の歎語 詩集 歎語抄 第6　花神社 2007年